# Metałurh Konstantynówka
Metałurh Konstantynówka (ukr. Футбольний клуб «Металург» Костянтинівка, Futbolnyj Kłub „Metałurh” Kostiantyniwka) – ukraiński klub piłkarski z siedzibą w Konstantynowce, w obwodzie donieckim.
W latach 1936–1937, 1946 występował w rozgrywkach Mistrzostw ZSRR.

## Historia
Chronologia nazw:
- 1924: Metalist Konstantynówka (ukr. «Металіст» Костянтинівка)
- 1936: Zawod imeni Frunze Konstantynówka (ukr. Завод імені Фрунзе Костянтинівка)
- 1938: Stal Konstantynówka (ukr. «Сталь» Костянтинівка)
- 1949: Metałurh Konstantynówka (ukr. «Металург» Костянтинівка)
- 199?: klub rozwiązano
- 2002: Metałurh Konstantynówka (ukr. «Металург» Костянтинівка)

Drużyna piłkarska Metalist Konstantynówka została założona w mieście Konstantynówka w 1924 roku i reprezentowała miejscowy zakład metalurgiczny. W 1936 roku zespół o nazwie Zawod imeni Frunze Konstantynówka debiutował w Grupie G Mistrzostw ZSRR oraz w rozgrywkach Pucharu ZSRR. W 1937 ponownie startował w rozgrywkach Mistrzostw i Pucharu. W 1938 zmienił nazwę na Stal Konstantynówka i dalej kontynuował występy w rozgrywkach Pucharu ZSRR. W 1946 klub startował w Trzeciej Grupie, wschodniej strefie ukraińskiej. Potem występował w rozgrywkach mistrzostw i Pucharu obwodu donieckiego. Potem kontynuował występy w rozgrywkach Mistrzostw i Pucharu obwodu, dopóki nie został rozwiązany w latach 90. XX wieku.
W 2002 klub został ponownie reaktywowany. Drużyna amatorska kontynuowała występy w rozgrywkach Mistrzostw i Pucharu obwodu donieckiego.

## Sukcesy
- Trzecia Grupa, wschodnia strefa ukraińska:

4 miejsce: 1946
- Puchar ZSRR:

1/16 finału: 1938